# Hipócrates de Atenas
Hipócrates (Hippokrátēs, Ἱπποκράτης) fue el padre de Pisístrato, tirano de Atenas. Según se decía había recibido el anuncio de la futura grandeza de su hijo durante unos sacrificios que hizo en los Juegos Olímpicos. Quilón de Esparta, que estaba presente le comunicó lo que pasaría y aconsejó no casarse ni tener hijos, pero Hipócrates no siguió el consejo. Decía ser descendiente de Néstor, el rey de Pilos en los poemas de Homero.